# Владимир Русанов (ледокол)
«Влади́мир Руса́нов» — ледокол-пароход, сыгравший большую роль в освоении Арктики и Северного морского пути. Назван в честь русского исследователя Арктики Владимира Русанова.

## Строительство
Заложен 5 декабря 1908 года на верфи в Глазго, Великобритания по заказу компании «Эй Джи Харви» (англ. A. J. Harvey and Co.).
Спущен на воду в 1909 году под названием «Бонавенчур» (англ. Bonaventure, в честь святого Бонавентуры).
Позже в 1912 году на этой же верфи «Napier and Miller» был построен ледокол-пароход «Брюс» («Малыгин»).

## История судна
Базировался в порту Сент-Джонс, Ньюфаундленд, использовался для промысла тюленей.
С 1913 по 1915 год работал по подрядам правительства доминиона Ньюфаундленд при строительстве портовых терминалов.
В 1915 году «Бонавенчур» вместе с однотипным зверобойным ледокол-пароходом «Беллавенчур» («Александр Сибиряков») куплен у «Эй Джи Харви» министерством торговли и промышленности Российской империи.
Переименован в «Владимир Русанов». Прибыл в Архангельск 12 января 1916 года.
В период интервенции с 1918 по 1919 год находился под британским контролем с возвращением прежнего имени «Бонавенчур».
По окончании гражданской войны на «Владимире Русанове» велись научные исследования в морях Арктики.
Экспедиция 1932 года в Карском море открыла острова Известий ЦИК.
В 1936 году ледокол участвовал в подготовке 1-й воздушной экспедиции на Северный полюс — «Северный полюс-1».